# Barrio chino de La Habana

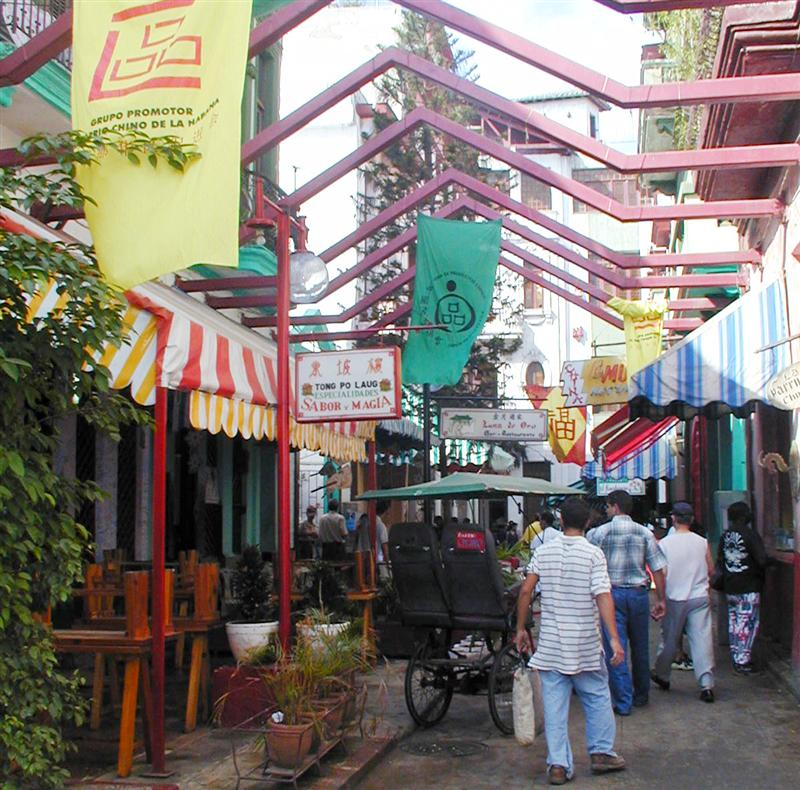
Calle Cuchillo en el Barrio Chino.

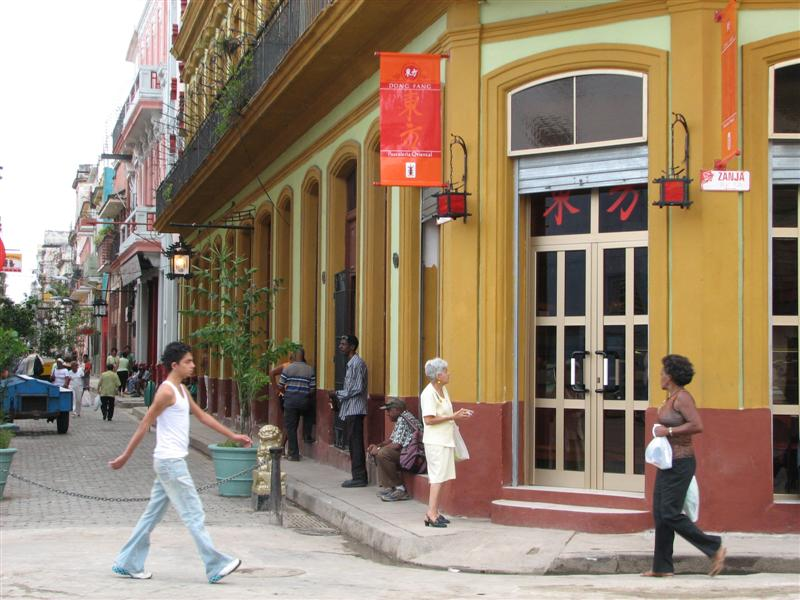
Local chino.

El barrio chino de La Habana se encuentra en el municipio de Centro Habana y conforma uno de los barrios chinos más antiguos y grandes de América Latina. Llegó a ser considerado como el segundo más importante del mundo, tras el de San Francisco en Estados Unidos. Sus pequeñas tiendas de abarrotes y restaurantes tuvieron su origen en la acumulación de dinero que sus dueños lograron durante sus años como trabajadores contratados. Los primeros negocios de propiedad china se abrieron en 1858.

## Historia
A finales del siglo XIX, la inmigración china se asentó en lo que fue el cuchillo de la Calle Zanja y la Calle de los Dragones donde, a partir de 1874, pusieron en marcha comercios y espacios dedicados a diversos servicios, como tiendas, fondas, lavanderías, etc. El barrio chino fue el principal asentamiento poblacional de los inmigrantes de esa nación en el Caribe. A principios del siglo XX, unos 10 000 chinos residieron en 10 manzanas del barrio, y comenzaron a abrir pequeños establecimientos comerciales como fondas, lavanderías, zapaterías y talleres de reparación de relojes. También se abrieron bodegas para la venta de víveres, como aves y pescados secos, farmacias, sederías, tiendas, restoranes, cines y teatros para representaciones operísticas asiáticas. El barrio chino también contaba con una cámara de comercio que funcionaba como bolsa de valores.
Tras el triunfo de la Revolución Cubana, y como resultado del éxodo masivo de chino-cubanos hacia Estados Unidos, el número de chinos puros cayó bruscamente en el barrio y, con ellos, la popularidad de sus restaurantes. También en esos años comenzaron las confiscaciones y nacionalizaciones realizadas sin la consecuente indemnización. Los casi 250 000 chinos y sus descendientes que en él vivían se fueron del lugar.
La Habana es también el único barro chino que tiene un cementerio propio (Cementerio General Chino, en chino: 中华总义山). Este se encuentra en Nuevo Vedado, cercano a la Necrópolis Cristóbal Colón.
En la década de 1990 se restauraron los locales comerciales y se comenzó a celebrar el año nuevo chino y los aniversarios de la llegada de los primeros inmigrantes. Actualmente, solo una porción muy pequeña del barrio chino está habitada por chinos cubanos y sus descendientes.

## Pórtico de acceso
El pórtico de entrada al barrio, inaugurado en 1999, fue financiado por el gobierno de la República Popular de China con materiales traídos de ese país. Recibe el nombre de «El Pórtico de la Amistad» y se halla en la calle Dragones. Es una estructura de hormigón de tres toneladas, 16 metros de ancho y 12 de alto. Su estructura de columnas y vigas es de hormigón armado revestido de granito gris, y la cubierta es de tejas de cerámica esmaltada en color dorado. Conforma una obra arquitectónica china única en América Latina y una de las mayores fuera de China.

## Cultura

### Asociaciones
El Casino Chung Wah es una institución que agrupa a toda la comunidad china en la isla. Tiene su sede en La Habana. Fue creada en 1893 y era el sitio donde se ayudaba a los inmigrantes a resolver sus problemas, incluso era sede del consulado. Hacia mediados del siglo XX había en toda Cuba unas 60 asociaciones que agrupaban a los chinos y sus descendientes.
También existe la Casa de las Artes y Tradiciones Chinas (en chino: 中华传统艺术馆), donde se celebran seminarios, exposiciones y coloquios, y otras actividades como arte culinario, danza, artes marciales, pintura y escultura. El Grupo Promotor del Barrio Chino fue creado en la década de 1990 para revivir las raíces chinas y la historia del barrio habanero. La Escuela de la Lengua y Artes China abrió sus puertas en 1993.

### Periodismo
Kwong Wah Po («China Brillante», en chino: 光华报) es el único periódico cubano que se edita en idioma chino desde el Barrio Chino de La Habana. De tipo tabloide, posee cuatro páginas: tres de ellas en chino y la última en español. Tiene una tirada de 600 ejemplares al mes y va dirigido a la comunidad china con informaciones nacionales e internacionales. Es publicada por la institución Casino Chung Wah desde el 20 de marzo de 1928. Su proceso poligráfico se realiza a través de técnicas antiguas mediante un linotipo del año 1900. En la publicación trabajan ocho personas, de las cuales tres de ellos son chinos.